# American Idiot
American Idiot – siódmy studyjny album amerykańskiego zespołu punkrockowego Green Day. Album został wyprodukowany przez Roba Cavallo długoletniego współpracownika zespołu. W połowie 2003 roku zespół zaczął nagrywać utwory na album zatytułowany Cigarettes and Valentines, ale utwory zostały skradzione, a zespół postanowił rozpocząć nagrywanie nowego albumu, a nie nagrywać ponownie Cigarettes and Valentines.
Green Day postanowił stworzyć rock operę, inspirowaną twórczością The Who i kilkoma innymi musicalami. Album jest o życiu Jezusa z Suburbia, postać z obrazu " antybohater " utworzonego przez Billiego Joe Armstronga. Następujące wczesne nagrania w Studio 880 w Oakland, w Kalifornii, zespół zakończył album w Ocean Way Recording w Hollywood.
American Idiot został wydany przez Reprise Records w dniu 20 września 2004 roku, w Wielkiej Brytanii i 21 września 2004 roku, w Stanach Zjednoczonych. Album odniósł sukces na całym świecie w 27 krajach, osiągnął pierwsze miejsce w 19 z nich, w tym w Stanach Zjednoczonych i Wielkiej Brytanii. Od premiery, American Idiot sprzedało się ponad 15 milionach egzemplarzy na całym świecie, z których ponad 6 milionów egzemplarzy byli sami w Stanach Zjednoczonych, uczyniło to drugim najlepiej sprzedający się album po Dookie. Album zrodził pięć udanych singli, w tym międzynarodowych hitów "American Idiot", "Boulevard of Broken Dreams", "Holiday", "Wake Me Up When September Ends" i "Jesus of Suburbia"; z których wszystkie otrzymały certyfikat Platinum przez RIAA. American Idiot zdobył również nagrodę Grammy Award for Best Rock Album w kategorii Najlepszy Rockowy Album w 2005 roku, co czyni go pierwszym z dwóch nagród Grammy do wygrania przez Green Day. Drugi będzie ich ósmy album 21st Century Breakdown w 2009 roku.

## Lista utworów

### Standard Version
1. "American Idiot" – 2:57
2. "Jesus of Suburbia" – 9:07
  - I. "Jesus of Suburbia"
  - II. "City of the Damned"
  - III. "I Don't Care"
  - IV. "Dearly Beloved"
  - V. "Tales of Another Broken Home"
3. "Holiday" – 3:52
4. "Boulevard of Broken Dreams" – 4:20
5. "Are We the Waiting" – 2:42
6. "St. Jimmy" – 2:54
7. "Give Me Novacaine" – 3:25
8. "She's a Rebel" – 1:58
9. "Extraordinary Girl" – 3:32
10. "Letterbomb" – 4:06
11. "Wake Me Up When September Ends" – 4:45
12. "Homecoming" – 9:18
  - I. "The Death of St. Jimmy"
  - II. "East 12th St."
  - III. "Nobody Likes You"
  - IV. "Rock and Roll Girlfriend"
  - V. "We're Coming Home Again"
13. "Whatsername" – 4:12

### iTunes Deluxe Edition Bonus Tracks
1. "American Idiot" – 2:57
2. "Jesus of Suburbia" – 9:07
  - I. "Jesus of Suburbia"
  - II. "City of the Damned"
  - III. "I Don't Care"
  - IV. "Dearly Beloved"
  - V. "Tales of Another Broken Home"
3. "Holiday" – 3:52
4. "Boulevard of Broken Dreams" – 4:20
5. "Are We the Waiting" – 2:42
6. "St. Jimmy" – 2:54
7. "Give Me Novacaine" – 3:25
8. "She's a Rebel" – 1:58
9. "Extraordinary Girl" – 3:32
10. "Letterbomb" – 4:06
11. "Wake Me Up When September Ends" – 4:45
12. "Homecoming" – 9:18
  - I. "The Death of St. Jimmy"
  - II. "East 12th St."
  - III. "Nobody Likes You"
  - IV. "Rock and Roll Girlfriend"
  - V. "We're Coming Home Again"
13. "Whatsername" – 4:12
14. "Too Much Too Soon" – 3:30
15. "Shoplifter" – 1:50
16. "Governator" – 2:31

### Bonus Track On Japanese Release
1. "American Idiot" – 2:57
2. "Jesus of Suburbia" – 9:07
  - I. "Jesus of Suburbia"
  - II. "City of the Damned"
  - III. "I Don't Care"
  - IV. "Dearly Beloved"
  - V. "Tales of Another Broken Home"
3. "Holiday" – 3:52
4. "Boulevard of Broken Dreams" – 4:20
5. "Are We the Waiting" – 2:42
6. "St. Jimmy" – 2:54
7. "Give Me Novacaine" – 3:25
8. "She's a Rebel" – 1:58
9. "Extraordinary Girl" – 3:32
10. "Letterbomb" – 4:06
11. "Wake Me Up When September Ends" – 4:45
12. "Homecoming" – 9:18
  - I. "The Death of St. Jimmy"
  - II. "East 12th St."
  - III. "Nobody Likes You"
  - IV. "Rock and Roll Girlfriend"
  - V. "We're Coming Home Again"
13. "Whatsername" – 4:12
14. "Favorite Son" – 2:06

### Japanese Bonus Disc (Live In Tokyo)
1. "American Idiot" – 4:17
2. "Jesus of Suburbia" – 9:22
  - I. "Jesus of Suburbia"
  - II. "City of the Damned"
  - III. "I Don't Care"
  - IV. "Dearly Beloved"
  - V. "Tales of Another Broken Home"
3. "Holiday" – 4:33
4. "Are We the Waiting" – 3:18
5. "St. Jimmy" – 2:57
6. "Boulevard of Broken Dreams" – 4:41

## Twórcy
Green Day
- Billie Joe Armstrong – wokal prowadzący, gitara prowadząca, gitara rytmiczna
- Mike Dirnt – gitara basowa, chórki, wokal wspierający w „Nobody Likes You”
- Tré Cool – bębny, perkusja, chórki w „Homecoming”, wokal wspierający w „Rock and Roll Girlfriend”

Muzycy dodatkowi
- Rob Cavallo – pianino
- Jason Freese – saksofon
- Kathleen Hanna – wokal wspierający w „Letterbomb”

Produkcja
- Rob Cavallo; Green Day – produkcja
- Doug McKean – inżynier dźwięku
- Brian "Dr. Vibb" Vibberts; Greg "Stimie" Burns; Jimmy Hoyson; Joe Brown; Dmitar "Dim-e" Krnjaic – asystenci inżyniera
- Chris Dugan; Reto Peter – dodatkowi inżynierowie
- Chris Lord-Alge – miksowanie
- Ted Jensen – mastering
- Chris Bilheimer – okładka

## Notowania

### Szczytowe pozycje
| Chart (2005/2009)              | Pozycja | Certyfikat  | Sprzedaż  |
| ------------------------------ | ------- | ----------- | --------- |
| Australian Albums Chart        | 1       | 6× Platinum | 420 000   |
| Austrian Albums Chart          | 1       | 2× Platinum | 80 000    |
| Argentine Albums Chart         | 1       | 2× Platinum | 80 000    |
| Belgian Albums Chart(Flanders) | 6       |             |           |
| Belgian Albums Chart(Wallonia) | 8       | Gold        | 25 000    |
| Canadian Albums Chart          | 1       | 6× Platinum | 600 000   |
| Danish Albums Chart            | 4       | 2× Platinum | 60 000    |
| Dutch Albums Chart             | 3       | 3× Platinum | 600 000   |
| European Top 100 Albums        | 1       | 3× Platinum | 3 000 000 |
| Finnish Albums Chart           | 2       | Gold        | 23 133    |
| French Albums Chart            | 4       | Gold        | 200 000   |
| Germany Albums Chart           | 3       | 3× Platinum | 600 000   |
| Greek Albums Chart             | 7       | Platinum    | 12 000+   |
| Irish Albums Chart             | 1       | 8× Platinum | 120 000   |
| Israeli Albums Chart           |         | Gold        | 20 000    |
| Italian Albums Chart           | 5       | 3× Platinum | 300 000   |
| Japanese Albums Chart          | 3       | 2× Platinum | 500 000+  |
| Mexican Albums Chart           | 63      | Platinum    | 100 000   |
| New Zealand Albums Chart       | 2       | 4× Platinum | 60 000    |
| Norwegian Albums Chart         | 1       |             |           |
| Poland Albums Chart            | 24      |             |           |
| Portuguese Albums Chart        | 15      |             |           |
| Spain Albums Chart             | 22      |             |           |
| Swedish Albums Chart           | 1       | Platinum    | 60 000    |
| Swiss Albums Chart             | 1       | 2× Platinum | 80 000    |
| UK Albums Chart                | 1       | 6× Platinum | 2 043 418 |
| US Billboard 200               | 1       | 6× Platinum | 6 056 000 |
| US Billboard Catalog Albums    | 10      |             |           |
| US Billboard Digital Albums    | 22      |             |           |

### Wykres na koniec dekady
| Notowanie (lata 2000.) | Pozycja | Australia Albums Chart | 22 |
| Austria Albums Chart   | 3       |                        |    |
| US Billboard 200       | 30      |                        |    |